# Sìn Hồ
Sìn Hồ là một huyện nằm ở trung tâm tỉnh Lai Châu, Việt Nam.

## Địa lý
Địa giới hành chính huyện Sìn Hồ:
- Phía đông giáp huyện Tam Đường, huyện Tân Uyên và thành phố Lai Châu
- Phía tây giáp huyện Nậm Nhùn và huyện Kim Bình thuộc châu Hồng Hà, tỉnh Vân Nam, Trung Quốc
- Phía nam giáp huyện Mường Chà, huyện Tủa Chùa và thị xã Mường Lay, tỉnh Điện Biên và huyện Quỳnh Nhai, tỉnh Sơn La
- Phía bắc giáp huyện Phong Thổ.

Huyện có diện tích 1.530,06 km², dân số là 81.360 người. Huyện lỵ là thị trấn Sìn Hồ nằm cách thành phố Lai Châu 60 km về hướng tây.

## Hành chính
Huyện Sìn Hồ có 22 đơn vị hành chính cấp xã trực thuộc, bao gồm thị trấn Sìn Hồ (huyện lỵ) và 21 xã: Căn Co, Chăn Nưa, Hồng Thu, Làng Mô, Lùng Thàng, Ma Quai, Nậm Cha, Nậm Cuổi, Nậm Hăn, Nậm Mạ, Nậm Tăm, Noong Hẻo, Pa Khóa, Pa Tần, Phăng Sô Lin, Phìn Hồ, Pu Sam Cáp, Sà Dề Phìn, Tả Ngảo, Tả Phìn, Tủa Sín Chải.

## Lịch sử
Thời Pháp thuộc, những năm đầu thế kỷ 20 (khoảng 1920-1930), phần lớn vùng đất nay là huyện Sìn Hồ nằm trong khu Mao Xao Phing (tức Ma Xao Phìn, là tiền thân của huyện Sìn Hồ ngày nay) thuộc Đạo Lai tỉnh Lai Châu xứ Bắc Kỳ, Liên bang Đông Dương. Khu hành chính Mao Xao Phing gồm những đơn vị hành chính trực thuộc sauː Bac Tan Trai (Bắc Tần Trại, 北秦寨), Ta Phing (Ta Ping, 大坪, Đại Bình), Ta Su Chầu (Tả Xử Chồ, 大四朝, Đại Tứ Triều), Ta Sin Trai (大清寨, Đại Thanh Trại), Ta Sui Chau (大水州, Đại Thủy Châu), Ma Quay Thang, Sìn Hồ (Sình Hồ, 生胡), San San Hồ (山山胡, Sơn Sơn Hồ), San Sá Hồ (山舍胡, Sơn Xá Hồ), Hoàng Hồ, Hung Ho, Lao Phung, Leng San, Mao Xao Phing (Ma Xao Phìn, 毛草平), Nam Coué (Nậm Cuối, 南會) Nam Lao (南勞), Nam Lo (Nậm Lò, 南慮), Nam Ma (Nậm Mạ, 南麻), Nong Heo (Noong Hèo, 農耗), Pa Pao, Pac Chang,  Sa Ta Ngai (沙大艾, Sa Đại Ngải), San Ta Ngai (山大艾, Sơn Đại Ngải).
Sau năm 1954, huyện Sìn Hồ bao gồm 21 xã: Căn Co, Hồng Thu, Huổi Luông, Làng Mô, Ma Quai, Nậm Ban, Nậm Cha, Nậm Cuổi, Nậm Hăn, Nậm Mạ, Nậm Tăm, Noong Hẻo, Pa Tần, Phăng Xô Lin, Phìn Hồ, Pu Sam Cáp, Sà Dề Phìn, Tả Ngảo, Tả Phìn, Tả Xử Chồ và Tủa Sín Chải.
Ngày 23 tháng 2 năm 1977, thành lập thị trấn Sìn Hồ từ xã Tả Xử Chồ.
Ngày 26 tháng 11 năm 2003, Quốc hội ra Nghị quyết trong đó chia tỉnh Lai Châu thành tỉnh Lai Châu (mới) và tỉnh Điện Biên. Huyện Sìn Hồ thuộc tỉnh Lai Châu mới, bao gồm thị trấn Sìn Hồ và 20 xã: Căn Co, Hồng Thu, Huổi Luông, Làng Mô, Ma Quai, Nậm Ban, Nậm Cha, Nậm Cuổi, Nậm Hăn, Nậm Mạ, Nậm Tăm, Noong Hẻo, Pa Tần, Phăng Xô Lin, Phìn Hồ, Pu Sam Cáp, Sà Dề Phìn, Tả Ngảo, Tả Phìn, Tủa Sín Chải.

Ngày 2 tháng 1 năm 2004, phường Lê Lợi (thuộc thị xã Lai Châu cũ) giải thể thành xã Lê Lợi và được sáp nhập vào huyện Sìn Hồ, đồng thời sáp nhập hai xã Pú Đao, Chăn Nưa (huyện Mường Lay) và bản Thành Chử của xã Xá Tổng (huyện Mường Lay) vào huyện Sìn Hồ. Huyện Sìn Hồ có 1 thị trấn Sìn Hồ và 23 xã: Căn Co, Chăn Nưa, Hồng Thu, Huổi Luông, Làng Mô, Lê Lợi, Ma Quai, Nậm Ban, Nậm Cha, Nậm Cuổi, Nậm Hăn, Nậm Mạ, Nậm Tăm, Noong Hẻo, Pa Tần, Phăng Xô Lin, Phìn Hồ, Pú Đao, Pu Sam Cáp, Sà Dề Phìn, Tả Ngảo, Tả Phìn, Tủa Sín Chải.
Ngày 27 tháng 12 năm 2006, chuyển xã Huổi Luông về huyện Phong Thổ.
Ngày 14 tháng 10 năm 2011, thành lập 2 xã: Lùng Thàng và Pa Khóa.
Ngày 2 tháng 11 năm 2012, thành lập 2 xã: Nậm Pì và Trung Chải. Cùng năm nay, 5 xã: Lê Lợi, Pú Đao, Nậm Pì, Nậm Ban, Trung Chải chuyển sang trực thuộc huyện Nậm Nhùn. Đến thời điểm này, huyện Sìn Hồ còn lại 152.696,03 ha diện tích tự nhiên và 74.803 nhân khẩu, gồm 1 thị trấn và 21 xã như hiện nay.